# Budownictwo monolityczne
Budownictwo monolityczne lub technologia monolityczna (ang. monolithic technology) – metoda wznoszenia budynków i budowli z betonu, żelbetonu lub zaprawy budowlanej przy użyciu deskowań.

## Charakterystyka
Budownictwo monolityczne polega na wznoszeniu budynków i budowli lub ich elementów z mieszanki betonowej, żelbetu lub zaprawy budowlanej. W technologii tej głównym wyróżnikiem jest użycie deskowania w celu formowania budulca. Deskowanie może być przestawne, przesuwne bądź ślizgowe. W technologii mogą być używane zbrojenia. Budulec wykonywany jest na miejscu (in situ). Szalunki mogą być wykorzystywane jednokrotnie lub wielokrotnie i mogą być wykonane z różnych materiałów, jak drewno, materiały drewnopodobne, stal, aluminium i tworzywa sztuczne.
Technologia ta pozwala na dużą dowolność kształtów, zapewnia dużą sztywność, odporność na zagrożenia sejsmiczne, trwałość i możliwość ponownego wykorzystania materiałów po zakończeniu okresu użytkowania obiektu.
Przy jej użyciu powstają m.in. budynki mieszkalne oraz usługowe, zwłaszcza wysokie, a także podpory, mosty, tunele oraz konstrukcje morskie. Jednym z najstarszych zachowanych obiektów wzniesionych w tej technologii jest Panteon w Rzymie.

## Polska
W Polsce Główny Urząd Statystyczny posiada własną definicję technologii monolitycznej i stosuje ją w swoich opracowaniach dotyczących budownictwa mieszkaniowego. Oprócz tego wyróżnia w tym segmencie także technologie konstrukcji drewnianych, tradycyjną udoskonaloną, wielkoblokową, wielkopłytową i pozostałe.
W 2021 roku w Polsce wzniesiono 371 budynków mieszkalnych w technologii monolitycznej, co przełożyło się na powstanie 25 076 mieszkań – 10,85% wszystkich wybudowanych.